# Cerenova
Marina di Cerveteri is een plaats (frazione) in de Italiaanse gemeente Cerveteri.